# Križarka razreda Radiance
Radiance je razred štirih potniških križark, ki jih je zgradilo podjetje Meyer Werft za družbo Royal Caribbean International. Ladje so razred Panamax, kar pomeni, da lahko plujejo skozi Panamski prekop.

## Ladje razreda Radiance
| Ladja                  | Leto izgradnje | Datum vstopa v uporabo | Domače pristanišče (stanje februarja. 2013)                                                | Opombe | Slika |
| ---------------------- | -------------- | ---------------------- | ------------------------------------------------------------------------------------------ | ------ | ----- |
| Radiance of the Seas   | 2001           | 10. marec 2001         | Sydney, Avstralija / Vancouver, British Columbia; Anchorage, Aljaska                       |        |       |
| Brilliance of the Seas | 2002           | 19. julij 2002         | Boston, Massachusetts (jeseni) Tampa, Florida (Pozimi/spolmladi) Harwich, Anglija (poleti) |        |       |
| Serenade of the Seas   | 2003           | 1. avgust 2003         | Stockholm, Švedska in Kopenhagen, Danska (poleti)/ New Orleans, Louisiana (pozimi)         |        |       |
| Jewel of the Seas      | 2004           | 8. maj 2004            | San Juan, Puerto Rico                                                                      |        |       |